# 尹袞
尹袞（15世紀—16世紀），字舜章，江西吉安府永新縣人，明朝政治人物。 

## 生平
尹袞是弘治八年（1495年）的舉人，授壽寧知縣，為政崇尚德化，召來父老用詩歌勸善，公餘時總會召來諸生講學勉勵，又曾開鑿陂築壩灌溉荒田數百畝、在飢荒時設法賑濟貧民，多所全活，得到部使獎勵，不久他的母親去世，扶棺跣行三百里，行李沒有餘錢，縣內老幼都相繼出資，他也辭謝不受。
之後尹袞起復外任夔州通判，當時朝廷采買皇木，河道險峻不可運送，他祈禱後暴雨降下；荊州饑荒流寇橫行，他就捐俸助賑救活人民，當地人立生祠祭祀。轉任綿州知州，在敗壞的公署中發現藏金數萬兩，他禁止旁人取用，登記數目用作歲賦，餘錢拿來修葺城池，人們都稱其廉潔，綿州人為他立去思碑，擢任刑部員外郎，轉福建鹽運同知，請求退休時不待報而歸；他生平廉潔自持，不為子孫溫飽，經常以慎交遊、遠勢要勸戒後輩。 

## 引用
1. 1 2  同治《永新縣志·卷十六·人物志》：尹袞，字舜章，宏治鄉舉，授壽寧令，召父老牖以至誠作勸善詩歌，境內士民皆知道感從。陞夔州府通判，時采買皇木，河嶮巇不可出，袞禱於神，一夕暴雨漂抵；荊州歲饑盜起，捐俸助賑，民得全活，寇亦尋彌，夔人為立生祠。遷守綿州，公廨垣壞，獲瘞金數萬兩，禁家眾勿取，登記其數以當歲賦，餘以葺城堞，人稱其廉，綿人為立去思碑。擢刑部員外郎，遷福建運同乞休，不俟報即而歸，生平廉潔自持，不為子孫溫飽計，恆以慎交遊、遠勢要為戒。 參省志、府志、萬歷志、《禾川書》
2. ↑  同治《永新縣志·卷十一·選舉志》：舉人……明……宏治八年乙卯鄉試……尹袞 運同，有傳
3. ↑  康熙《壽寧縣志·卷四·官守志》：尹袞，江西永新人，由舉人正德三年任縣事，政尚德化，一介不取，首崇學化，公暇輒召諸生講學，勉以德業，孜孜不倦。嘗鑿陂築垻溉蕪田數百畝，歲饑設法賑貸貧民，多所全活，部使者屢獎之；後丁內艱，扶襯跣行三百里，囊無遺貲，邑中老幼相率齎錢賻之，悉謝不受，起復陞員外郎。